# Bendern

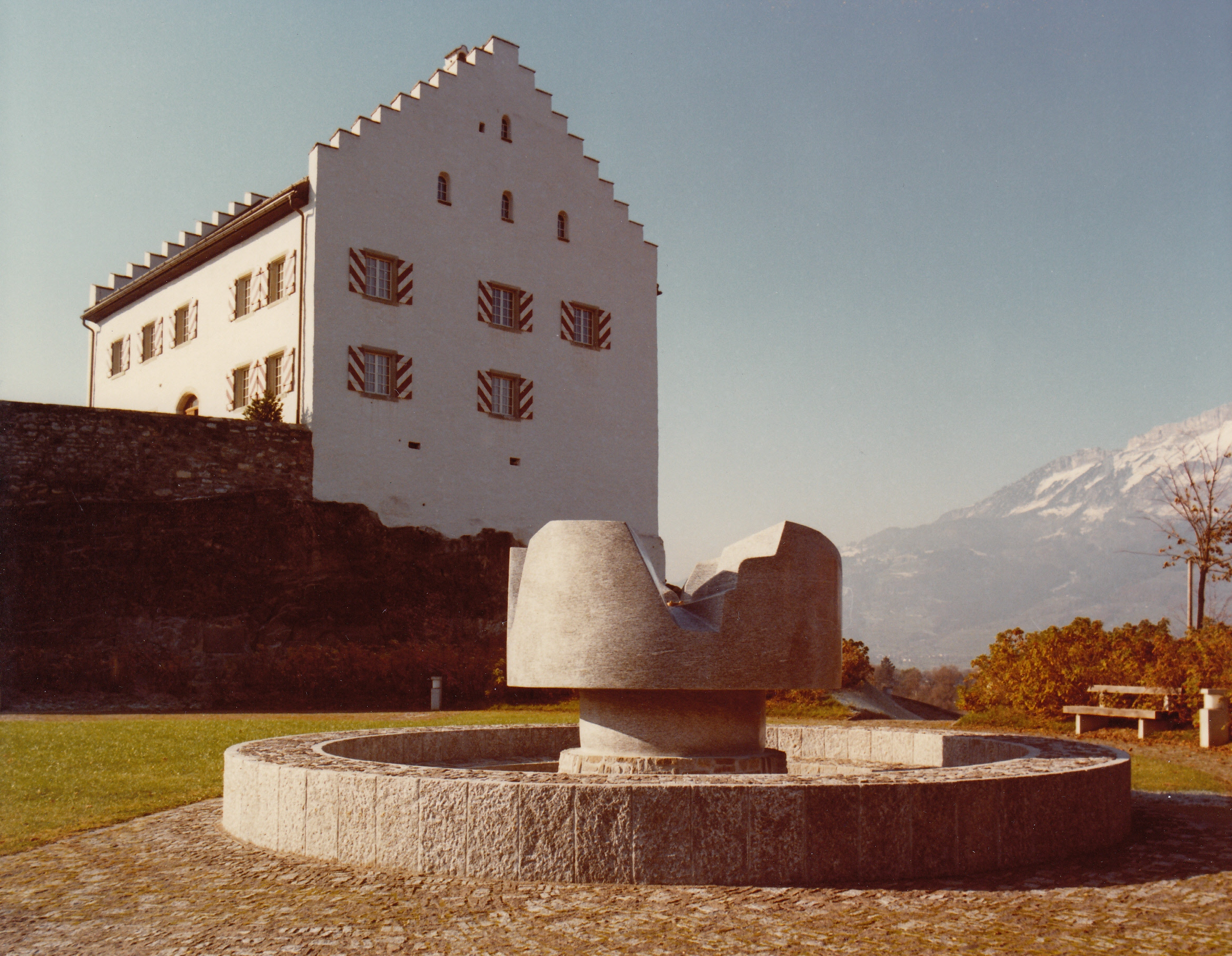
Bendern

Bendern is een dorp in Liechtenstein. Het dorp is gelegen in de gemeente Gamprin.
Bendern is een landelijk dorp, maar heeft wel in het zuiden een van de grootste industrieterreinen van het land met meer dan 1800 banen in totaal.